# Thorigny-sur-Oreuse
Thorigny-sur-Oreuse är en kommun i departementet Yonne i regionen Bourgogne-Franche-Comté i norra Frankrike. Kommunen ligger i kantonen Sergines som tillhör arrondissementet Sens. År 2022 hade Thorigny-sur-Oreuse 1 396 invånare.

## Befolkningsutveckling
Antalet invånare i kommunen Thorigny-sur-Oreuse
| Referens: INSEE |